# Attila Csihar

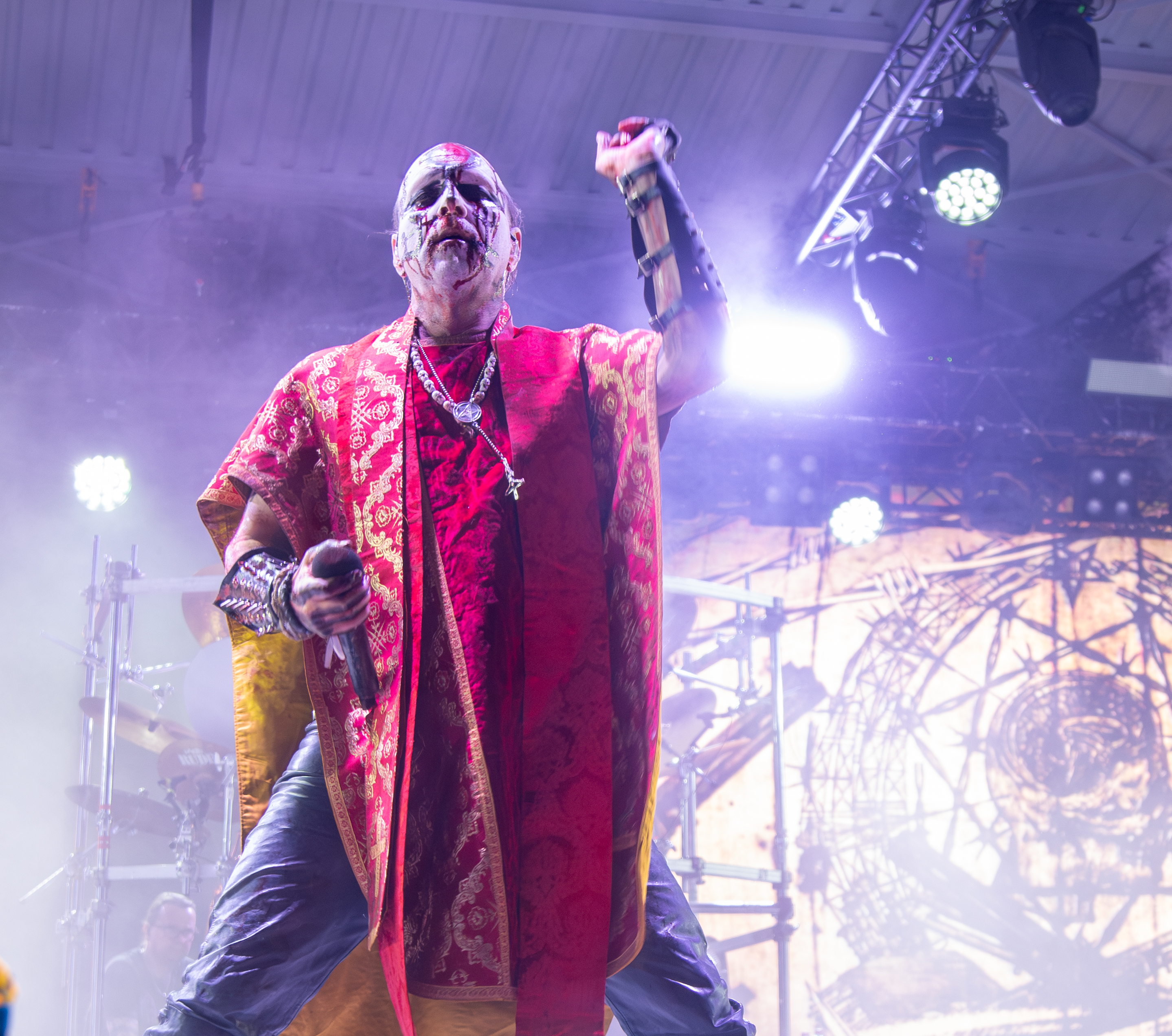
Attila Csihar (2024)

Attila Csihar (* 29. März 1971) ist ein ungarischer Sänger, der durch seine Arbeit bei der Black-Metal-Band Mayhem bekannt wurde.

## Biographie
In seiner Kindheit hörte Csihar Bands wie Iron Maiden und Black Sabbath und trainierte seinen Gesang. Seine musikalische Karriere startete 1986 in der von Gruppen wie Bathory und Destruction beeinflussten Band Tormentor, die bis 1991 aktiv war. Im Jahre 1993 übernahm Csihar den Gesang auf dem Mayhem-Album De Mysteriis Dom Sathanas, einem der bedeutendsten Black-Metal-Alben. In der rund dreißigjährigen Bandgeschichte Mayhems blieb er deren einziges nicht-skandinavisches Mitglied.
Als Mayhem 1994 wegen der Ermordung von Bandleader Euronymous für einige Monate stillgelegt wurde, wandte er sich experimentellen Projekten wie Plasma Pool, Aborym und Korog zu. 2004 nahm er den Gesang für die Sunn-O)))-Stücke Decay2 (Nihil’s Maw) und Decay [The Symptoms of Kali Yuga] des Albums White2 auf und begleitete die Band auf ihrer Europatour. Im selben Jahr wurde Csihar wieder Sänger Mayhems, nachdem Sänger Maniac diese verlassen hatte.
Csihar arbeitete mit Anaal Nathrakh, Keep of Kalessin, Limbonic Art, Kjetil „Frost“ Haraldstad, Mayhem, Carpathian Forest und Skitliv zusammen. Außerdem singt er für Sunn O))) auf der EP Oracle (2007), dem Live-Album Dømkirke (2008) und dem Album Monoliths & Dimensions (2009). In seinem Soloprojekt VoidOvVoices (oder kurz VoV) arbeitete er mit Synthesizern, Live-Sampling und Loops.
Seit 2016 gehört er als Vocalist zur internationalen Supergroup Sinsaenum.
Csihar ist geschieden und hat zwei Kinder. Er lebt in Budapest.

## Diskographie
mit Tormentor
- siehe Tormentor#Diskografie

mit Mayhem
- 1994: De Mysteriis Dom Sathanas
- 1999: Mediolanum capta est (Live-Album, Gesang bei From the Dark Past)
- 2002: The Studio Experience (Box)
- 2007: Ordo Ad Chao
- 2008: Life Eternal (EP)
- 2008: Pure Fucking Mayhem (Dokumentation)
- 2014: Esoteric Warfare
- 2019: Daemon

mit Plasma Pool
- 1996: I
- 1999: Drowning

mit Aborym
- 1999: Kali-Yuga Bizarre (Gesang bei Hellraiser, Darka Mysteria und The First Four Trumpets, Text zu Darka Mysteria)
- 2001: Fire Walk with Us!
- 2003: With No Human Intervention
- 2005: Generator

mit Limbonic Art
- 2002: The Ultimate Death Worship (Gesang bei From the Shades of Hatred)

mit Berggeist
- 2002: Black Metal Attack

solo
- 2003: The Beast Of

mit Anaal Nathrakh
- 2003: When Fire Rains Down from the Sky, Mankind Will Reap as It Has Sown (Gesang bei Atavism)
- 2007: Eschaton (Gesang bei Regression to the Mean)

mit Finnugor
- 2003: Cosmic Nest of Decay
- 2003: Death Before Dawn (Gesang bei Cosmic Nest of Decay)
- 2004: Darkness Needs Us (Gesang bei Darkness Needs Us)

mit Sear Bliss
- 2003: Glory and Perdition (Gesang bei Birth of Eternity und Shores of Death)

mit Jarboe
- 2008: Mahakali (Gesang bei The Soul Continues)
- 2008: Pandora’s Box (Gesang bei The Soul Continues)

mit Keep of Kalessin
- 2003: Reclaim

mit Korog
- 2004: Korog

mit Sunn O)))
- 2003: LXNDXN Subcamden Underworld Hallo’Ween 2003 (bei The Libations of Samhain)
- 2004: White 2 (bei Decay2 [Nihil’s Maw])
- 2005: Black One
- 2006: White (3-LP-Box, Gesang bei Decay2 (Nihils’ Maw) und Decay (The Symptoms of Kali Yuga))
- 2007: 3:Flight of the Behemoth (Wiederveröffentlichung, Gesang bei O))) Bow 3 und O))) Bow 4)
- 2004: White 1 (Wiederveröffentlichung, bei The Libations of Samhain)
- 2007: Oracle (EP)
- 2008: Dømkirke (Live-Album)
- 2009: Monoliths & Dimensions (Gesang bei Aghartha, Big Church [megszentségteleníthetetlenségeskedéseitekért] und Hunting&Gathering (Cydonia))
- 2011: Agharti Live 09-10
- 2015: Kannon

mit Astarte
- 2007: Demonized (Gesang bei Lycon)

mit Burial Chamber Trio
- 2007: Burial Chamber Trio
- 2007: Wvrm

mit Gravetemple
- 2007: The Holy Down
- 2008: Ambient / Ruin (Demo 2008)
- 2009: Le Vampire De Paris

mit YcosaHateRon
- 2007: La Nuit

mit Ascend
- 2008: Ample Fire Within (Gesang bei Ample Fire Within)

mit Pentemple
- 2008: O))) Presents…

mit Salem
- 2008: Underground (Gesang bei Freezing Moon und Deathcrush)

mit Skitliv
- 2008: Amfetamin (Gesang bei Amfetamin)
- 2009: Skandinavisk Misantropi (Gesang bei ScumDrug)

mit Banks Violette
- 2008: 6° Fskyquake

mit Void ov Voices
- 2010: Untitled auf The Sample Session

mit Taake
- 2011: Noregs Vaapen (Gesang bei Nordbundet)

mit Nader Sadek
- 2011: In the Flesh (Komposition von Awakening, Gesang bei Awakening und Nigredo in Necromance)

mit Ulver
- 2011: War of the Roses (Gesang bei Providence)

mit Belphegor
- 2014: Conjuring the Dead (Gesang bei Legions of Destruction)

mit Sinsaenum
- 2016: A Taste of Sin (EP)
- 2016: Sinsaenum (EP)
- 2016: Echoes of the Tortured

mit The Mugshots
- 2021: Children Of The Night / The Call (Maxi-Single) (Gesang bei The Call)